# 華盛頓港防波堤燈塔
華盛頓港防波堤燈塔（英文：Port Washington Breakwater Light）是一座位於美國威斯康辛州華盛頓港港口入口處北側防波堤盡頭的燈塔，建於1935年，是華盛頓港的第二座燈塔，並於2018年被列入國家史蹟名錄。

## 歷史

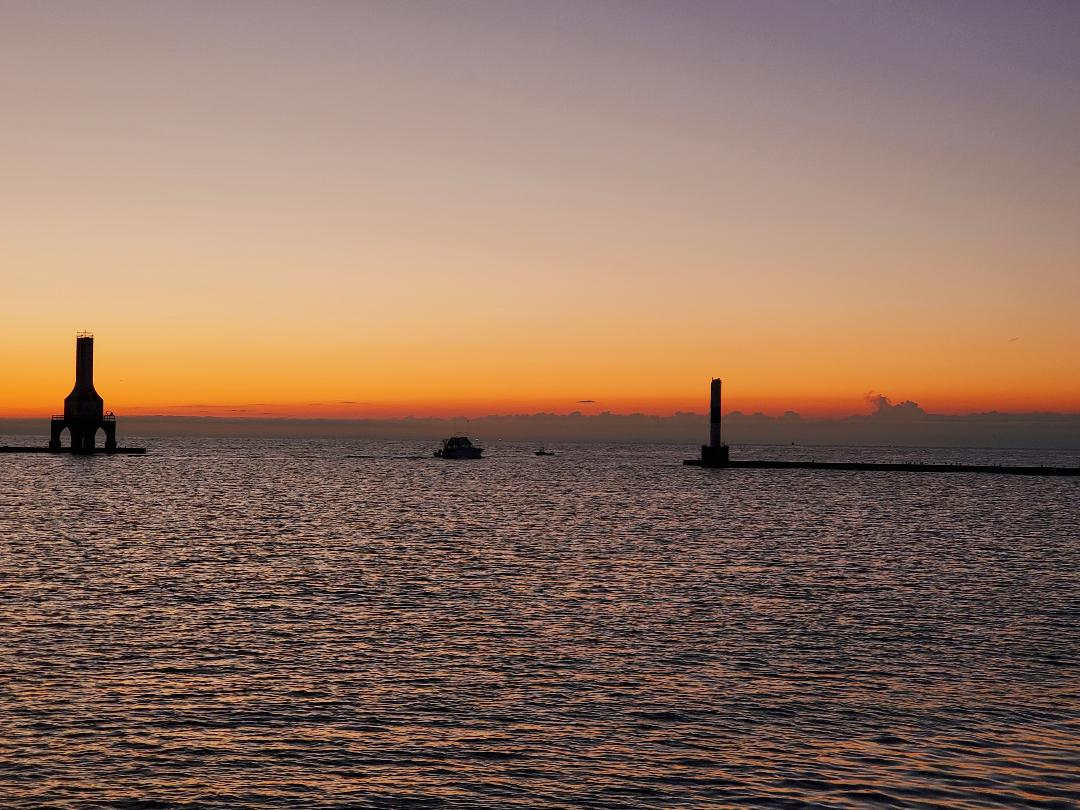
華盛頓港防波堤燈塔和用以標示另一側入口的鋼塔，於2020年拍攝

隨著1870年代港口的疏浚和碼頭的延伸，原本的華盛頓港燈塔只能照射到擴建後的港口的出口處，但華盛頓港是捕魚船隊的主要集散地，只要冰情允許，當地的漁船就會持續在密西根湖捕魚，全年無休，因此華盛頓港急需要一座新的燈塔來引導船隻。於是1889年北防波堤盡頭建造了一座矮木燈塔，配備四階菲涅爾透鏡，並在1903年取代了舊燈塔，但新燈塔的看守員還是繼續住在華盛頓港燈塔中，因為碼頭上沒有住宅。1921年3月7日，華盛頓港市政府在北碼頭盡頭的燈塔陽台上安裝了霧號，並由城市維護。燈塔本身在1924年實現了自動化，但霧號依舊是人工操作。
1930年，密爾沃基輕型電氣鐵路公司決定在華盛頓港建造一座耗資3000萬美元的火力發電廠，該發電廠需要一個更大的港口來停靠運煤的船隻。1931年，公共事業振興署提供資金改善港口，花了三年時間才完工，耗資625,000美元。作為該項目的延伸，於1934年制定了建造如今的華盛頓港防波堤燈塔的計畫，並於隔年完工，耗資約38,000美元。這座裝飾藝術風格的金屬燈塔坐落在一個20平方英尺的水泥基座上，四個面都有大拱門，因此它不會阻擋到水手的視線。與它的前身一樣，都建造在海港北界的防波堤的盡頭，且沒有為燈塔看守員提供住宿，因此看守員只能繼續住在華盛頓港燈塔中。燈塔原先沿用了舊燈塔的四階菲涅爾透鏡，直到後來因燈塔現代化而隨著燈室被替換為太陽能LED信標。 燈塔在1975年完全自動化，所有權於2015年左右由美國海岸警衛隊移交給華盛頓港市政府。